# العلاقات الإيرانية الهايتية
العلاقات الإيرانية الهايتية هي العلاقات الثنائية التي تجمع بين إيران وهايتي.

## مقارنة بين البلدين
هذه مقارنة عامة ومرجعية للدولتين:
| وجه المقارنة                                              | إيران                    | هايتي                                |
| --------------------------------------------------------- | ------------------------ | ------------------------------------ |
| المساحة (كم2)                                             | 1.65 مليون               | 27.75 ألف                            |
| عدد السكان (نسمة)                                         | 79.97 مليون              | 10.98 مليون                          |
| الكثافة السكانية (ن./كم²)                                 | 48.47                    | 395.68                               |
| العاصمة                                                   | طهران                    | بورت أو برانس                        |
| اللغة الرسمية                                             | لغة فارسية               | لغة فرنسية، اللغة الكريولية الهايتية |
| العملة                                                    | ريال إيراني              | جوردة هايتية                         |
| الناتج المحلي الإجمالي (بليون دولار)                      | 439.51 مليار             | 8.41 مليار                           |
| الناتج المحلي الإجمالي (تعادل القوة الشرائية) بليون دولار | 1.36 تريليون             | 18.82 مليار                          |
| الناتج المحلي الإجمالي الاسمي للفرد دولار أمريكي          |                          | 818                                  |
| الناتج المحلي الإجمالي للفرد دولار أمريكي                 |                          | 1.73 ألف                             |
| مؤشر التنمية البشرية                                      | 0.766                    | 0.483                                |
| رمز المكالمات الدولي                                      | +98                      | +509                                 |
| رمز الإنترنت                                              | .ir،                     | .ht                                  |
| المنطقة الزمنية                                           | ت ع م+03:30، توقيت إيران | 00                                   |

## منظمات دولية مشتركة
يشترك البلدان في عضوية مجموعة من المنظمات الدولية، منها:
| علم المنظمة | اسم المنظمة                        | تاريخ انضمام إيران | تاريخ انضمام هايتي |
| ----------- | ---------------------------------- | ------------------ | ------------------ |
|             | مؤسسة التنمية الدولية              | 10 أكتوبر 1960     | 13 يونيو 1961      |
|             | يونسكو                             | 6 سبتمبر 1948      | 18 نوفمبر 1946     |
|             | وكالة ضمان الاستثمار متعدد الأطراف | 15 ديسمبر 2003     | 11 ديسمبر 1996     |
|             | الأمم المتحدة                      | 24 أكتوبر 1945     | 24 أكتوبر 1945     |
|             | الاتحاد البريدي العالمي            | ?                  | ?                  |
|             | البنك الدولي للإنشاء والتعمير      | 29 ديسمبر 1945     | 8 سبتمبر 1953      |
|             | منظمة حظر الأسلحة الكيميائية       | ?                  | ?                  |
|             | مؤسسة التمويل الدولية              | 28 ديسمبر 1956     | 20 يوليو 1956      |
|             | منظمة الشرطة الجنائية الدولية      | ?                  | ?                  |

## وصلات خارجية
- موقع وزارة الخارجية الإيرانية
- موقع وزارة الخارجية الهايتية